# دهستان کامبیا (۱۹۹۱)
دهستان کامبیا (به لاتین: Kambja Parish) یک دهستان در استونی بود که در شهرستان تارتو واقع شده‌بود.

## نگارخانه

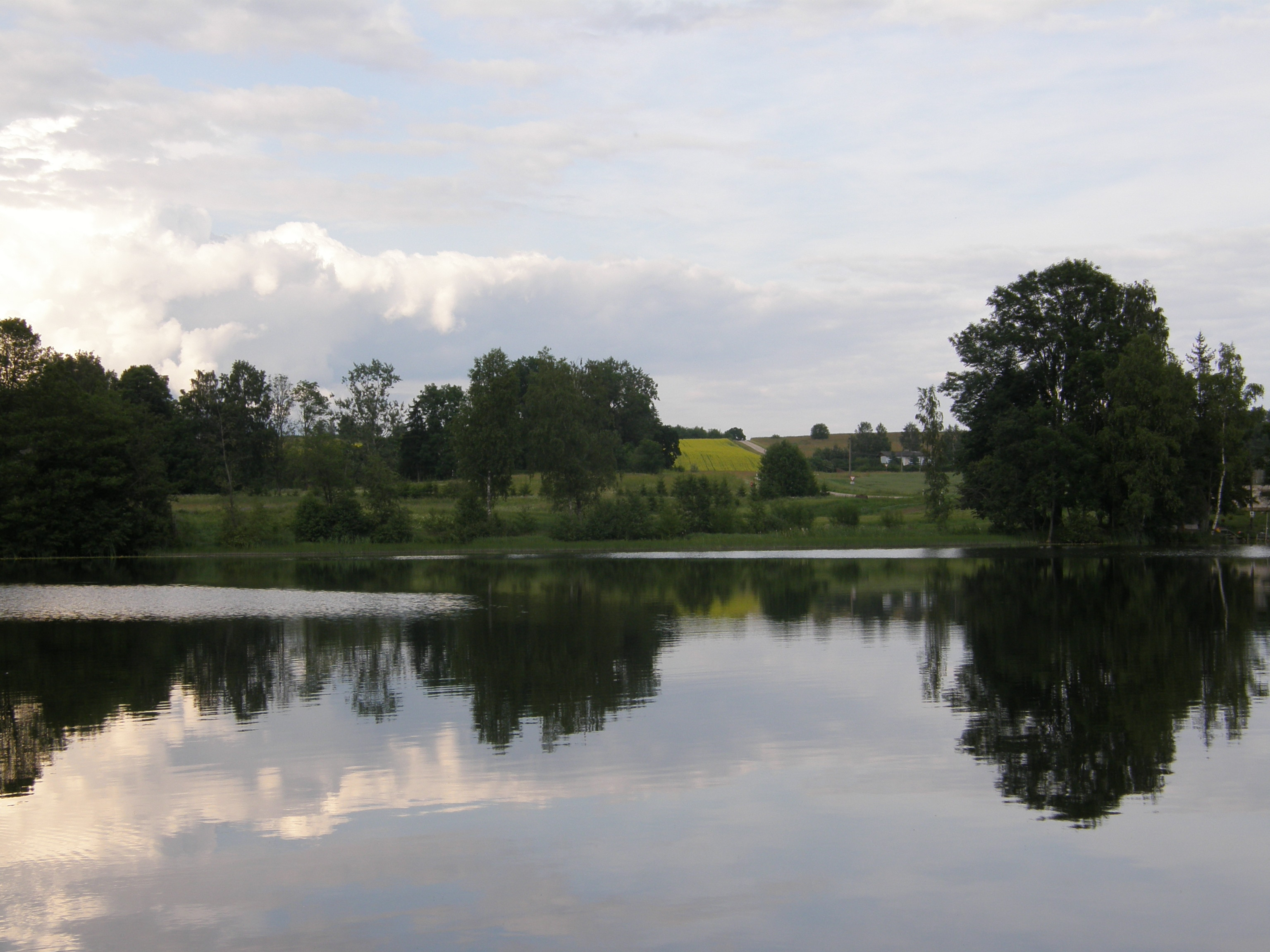